# Global Precipitation Measurement Core Observatory
Pour les articles homonymes, voir GPM.
Global Precipitation Measurement Core Observatory, (en français : Observatoire principal de mesure des précipitations mondiales) ou GPM Core Observatory, est un satellite du programme de plusieurs agences spatiales géré par l'agence spatiale américaine NASA dont l'objectif est d'effectuer des mesures périodiques rapprochées des précipitations au niveau de l'ensemble de la planète. Ce programme prend la suite de la mission Tropical Rainfall Measuring Mission avec des objectifs plus étendus. Plusieurs satellites doivent collecter des données dont la cohérence est assurée par le satellite GPM Core Observatory développé par la NASA avec une participation importante de l'agence spatiale japonaise JAXA. Les données collectées par la flotte de satellites GPM doivent permettre d'améliorer au quotidien les prévisions météorologiques, mieux prévenir les catastrophes naturelles liées aux inondations ou aux périodes de sécheresse et, pour le long terme, contribuer à l'amélioration de la modélisation du changement climatique. GPM Core Observatory est un satellite de 3,2 tonnes qui emporte deux instruments particulièrement élaborés : un radar bifréquence et un radiomètre. 

## Contexte
Le satellite Tropical Rainfall Measuring Mission (TRMM) développé par les agences spatiales japonaise JAXA et américaine NASA et lancé en 1997 utilise des instruments micro-ondes à la fois actif et passif pour mesurer les précipitations au niveau des tropiques. Dans le cadre de sa mission, il met en évidence les avantages d'une coopération avec les autres satellites pour l'étude des précipitations et démontre l'importance de disposer d'un satellite placé sur une orbite qui ne soit pas héliosynchrone pour venir compléter les informations fournies par des satellites faisant leur observation systématiquement à la même heure du jour (caractéristique d'un satellite héliosynchrone). Le satellite GPM Core Observatory est une version évoluée de TRMM dont les instruments mesurent de manière prioritaire les précipitations fortes et moyenne au-dessus des océans tropicaux et subtropicaux. GPM Core Observatory étend ce périmètre d'observations aux précipitations de faible intensité (jusqu'à 0,5 mm par heure) ainsi qu'à la neige, qui prédominent aux latitudes moyennes et hautes. Cette capacité nécessite la misse au point d'instruments adaptés. 
Le programme Global Precipitation Measurement a pour objectif de mesurer les précipitations de manière globale et met en œuvre plusieurs satellites. Il repose sur la mise en œuvre d'un satellite central (GPM Core Observatory) porteur d'un radiomètre et d'un radar pour mesurer les précipitations depuis l'espace et servir de référence pour unifier les mesures effectuées par les autres engins spatiaux rattachés au programme. GPM Core Observatory est lancé le 28 février 2014. Il n'est pas placé en orbite héliosynchrone mais sur une orbite faiblement inclinée de 65,0° à une altitude de 407 km. GPM Core Observatory fait partie du programme Earth Systematic Missions de la NASA. Les autres satellites sont fournies par les différents participants au programme mais n'ont généralement pas été développées dans le cadre de ce programme. Les satellites participant au programme GPM sont :
- Les satellites météorologiques militaires américains DMSP qui fournissent les données de leur sondeur/imageur micro-ondes.
- le satellite franco-indien Megha-Tropiques qui fournit les données de son radiomètre MADRAS et de son sondeur micro-ondes SAPHIR.
- le satellite NOAA-19 de l'organisation météorologique américaine NOAA.
- Les satellites MetOp de l'organisation météorologique européenne EUMETSAT.
- Le satellite météorologique expérimental Suomi NPP de la NOAA et de la NASA.
- Les futurs satellites météorologiques polaires JPSS de la NOAA et de la NASA.

## Objectifs
Le programme a trois objectifs :
- Contribuer à améliorer les prévisions de changement climatique en fournissant des mesures des précipitations sur l'ensemble de la planète, leur distribution et les processus physique à l’œuvre.
- Améliorer la précision des prévisions météorologiques et des précipitations par une mesure précise des taux de précipitations et de la chaleur latente.
- Fournir un échantillonnage plus fréquent et plus complet des précipitations pour permettre une meilleure prévision des inondations et une meilleure gestion des événements menaçant les ressources en eau potable.

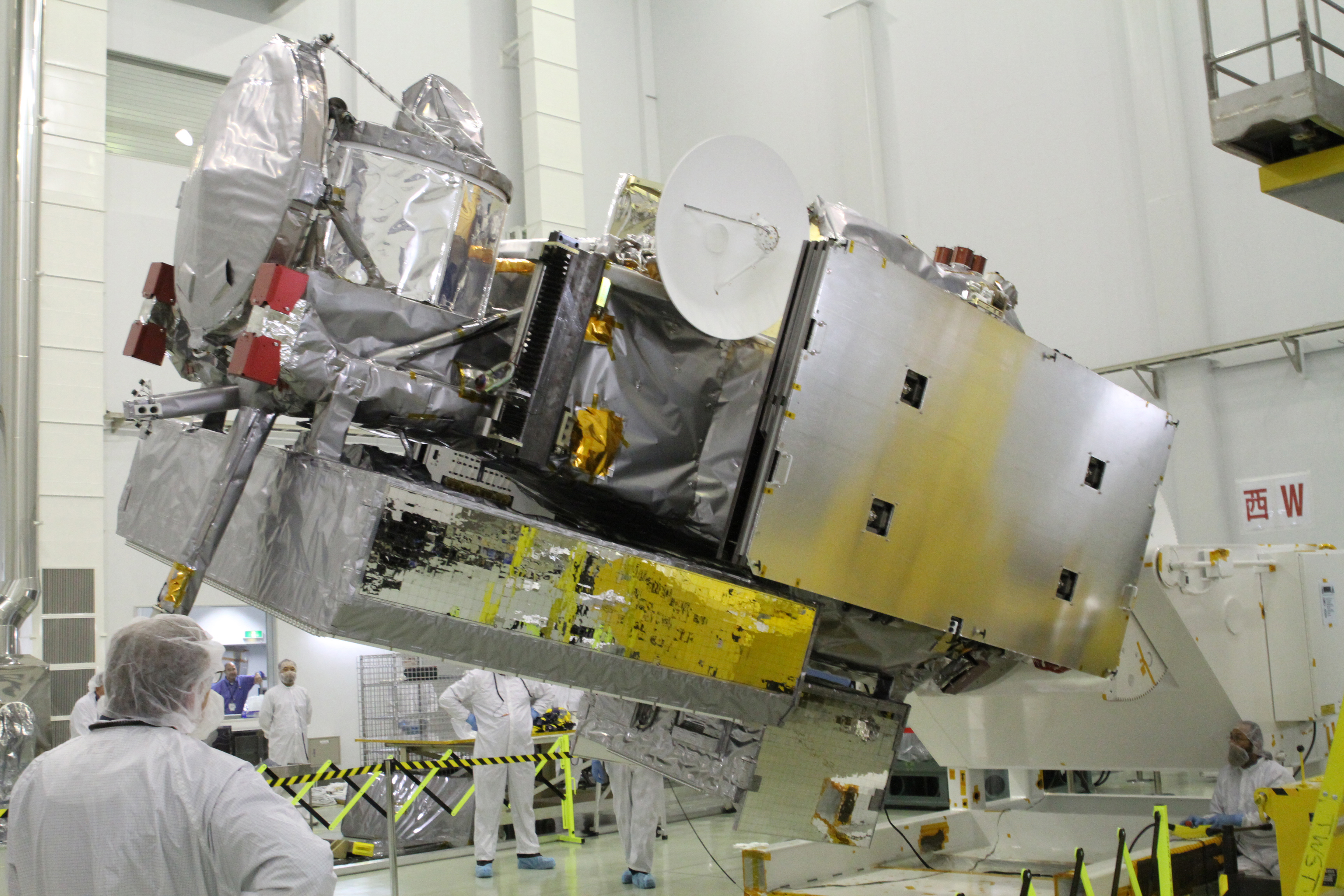
Le satellite GPM Core Observatory est inspecté dans la salle blanche de l'agence spatiale japonaise.

## Caractéristiques techniques de GPM Core Observatory
GPM Core Observatory est un satellite de 3 850 kg dérivé de Tropical Rainfall Measuring Mission qui embarque deux instruments :
- Le radar bifréquence DPR (Dual-frequency Precipitation Radar) fourni par la JAXA. Il s'agit du premier instrument de ce type lancé dans l'espace fonctionnant à fois en bande Ku (13,6 GHz) et en bande Ka (35,5 GHz). L'instrument permet de construire d'effectuer des mesures tridimensionnelles de la structure des précipitations sur une largeur de 125 (bande Ka) et 250 km (bande Ku). Ce radar est plus sensible que celui embarqué à bord de TRMM en ce qui concerne les précipitations modérées et son fonctionnement en double fréquence lui permet d'obtenir des informations nouvelles sur la distribution de la taille des gouttes d'eau. De plus ses mesures des phénomènes physiques à l'échelle du micromètre lui permet de fournir de nouveaux éclairages sur la manière dont les processus amenant les précipitations peuvent être affectés par les activités humaines[4].

- Le radiomètre micro-ondes GMI (GPM Microwave Imager) développé par la NASA est un instrument multi-canaux avec une fauchée de 885 km de large qui utilise 13 canaux s'étageant entre 10 et 183 GHz. Ces canaux sont choisis car ils permettent de déterminer les caractéristiques des précipitations, quelle que soit leur intensité, en utilisant les différences de polarisation de chaque canal pour déterminer l'épaisseur optique et le contenu en eau[5].

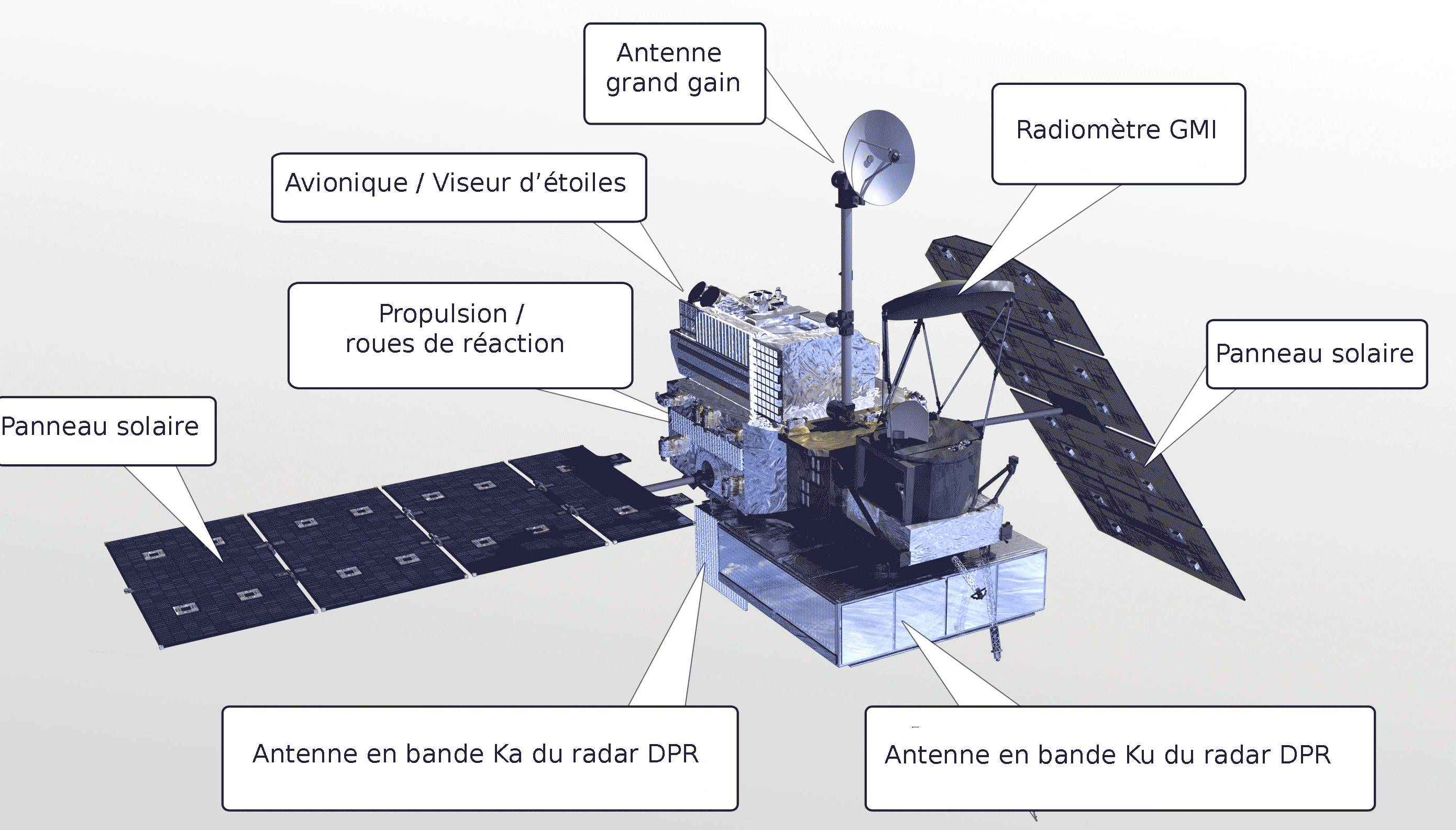
Schéma du satellite GPM Core Observatory.

## Déroulement de la mission
Le satellite est lancé le 28 février 2014 par le lanceur japonais H-IIA # 23 depuis la base de lancement de Tanegashima au sud du Japon. L'exploitation des données est à la charge du centre de vol spatial Goddard de la NASA

## Culture populaire
- DPR Dual frequency Precipitation Radar Special Movie, dessin animé japonais produit par White Fox en 2013 de 6 min[7].